# Thomisoidea
Thomisoidea — надродина павуків підряду Аранеоморфні павуки (Araneomorphae).

## Класифікація
У надряд включають дві родини:
- Крабові павуки (Philodromidae): 29 родів, 535 видів.
- Павуки-краби (Thomisidae): 174 роди, 2151 вид.